# 蓦山溪
蓦山溪，词牌名。亦称《上阳春》。本调八十二字。第四句七字，上三下四，上三字平仄不拘。

## 词牌格式
平平仄仄，仄仄平平仄。仄仄仄平平，仄平平，平平仄仄。平平仄仄，仄仄仄平平，平平仄，平平仄，仄仄平平仄。
平平仄仄，仄仄平平仄。仄仄仄平平，仄平平，平平仄仄。平平仄仄，仄仄仄平平。平平仄，平平仄，仄仄平平仄。